# یک آبجوی خوب
یک آبجوی خوب عنوان پویانمایی است فرانسوی به کارگردانی امیل ری‌ناد. این فیلم محصول سال ۱۸۹۲ میلادی است. زمان این فیلم ۱۵ دقیقه است.

## دربارهٔ فیلم
این یکی از نخستین فیلم‌های انیمیشنی است که تاکنون ساخته شده‌است و اولین فیلمی است که با پراکسینوسکوپ اصلاح شده رینود، Theatre Optique که به عنوان «تئاتر نوری» ترجمه شده‌است، نمایش داده شد ه است.

## داستان
یک آدم ولگرد وارد یک کاباره در حومه شهر می‌شود و از یک پیشخدمت زیبا آبجو می‌خواهد و …